# Formel-750-Saison 1977
Die Formel-750-Saison 1977 war die fünfte in der Geschichte der Formel-750-Meisterschaft und wurde zum ersten Mal von der FIM als offizielle Weltmeisterschaft ausgetragen.
Bei elf Veranstaltungen wurden 20 Rennen ausgetragen.

## Punkteverteilung
| Punktewertung | Punktewertung | Punktewertung | Punktewertung | Punktewertung | Punktewertung | Punktewertung | Punktewertung | Punktewertung | Punktewertung | Punktewertung |
| ------------- | ------------- | ------------- | ------------- | ------------- | ------------- | ------------- | ------------- | ------------- | ------------- | ------------- |
| Platz         | 1             | 2             | 3             | 4             | 5             | 6             | 7             | 8             | 9             | 10            |
| Punkte        | 15            | 12            | 10            | 8             | 6             | 5             | 4             | 3             | 2             | 1             |

In die Wertung kamen die fünf besten erzielten Resultate. Wurden bei einer Veranstaltung mehrere Läufe ausgetragen, so ergaben sich die Punkte aus der Addition der Zeiten beider Läufe.

## Rennergebnisse
|    | Datum  | Rennen               | Strecke       | Platz 1                        | Platz 2           | Platz 3           |
| -- | ------ | -------------------- | ------------- | ------------------------------ | ----------------- | ----------------- |
| 1  | 13.03. | Daytona 200          | Daytona       | Steve Baker                    | Kenny Roberts sr. | Takazumi Katayama |
| 1  | 13.03. | Daytona 200          | Daytona       | Wegen starken Regens abgesagt. |                   |                   |
| 1  | 03.04. | 200 Meilen von Imola | Imola         | Kenny Roberts sr.              | Steve Baker       | Christian Sarron  |
| 1  | 03.04. | 200 Meilen von Imola | Imola         | Kenny Roberts sr.              | Steve Baker       | Giacomo Agostini  |
| 3  | 24.07. | Spanien              | Jarama        | Steve Baker                    | Christian Sarron  | Hubert Rigal      |
| 4  | 05.06. | Frankreich           | Dijon-Prenois | Christian Estrosi              | Philippe Coulon   | Steve Baker       |
| 4  | 05.06. | Frankreich           | Dijon-Prenois | Christian Estrosi              | Philippe Coulon   | Steve Baker       |
| 5  | 10.07. | Großbritannien       | Brands Hatch  | Steve Baker                    | Mick Grant        | Christian Sarron  |
| 5  | 10.07. | Großbritannien       | Brands Hatch  | Steve Baker                    | Ron Haslam        | Barry Ditchburn   |
| 6  | 00.08. | Österreich           | Salzburgring  | Steve Baker                    | Giacomo Agostini  | Christian Sarron  |
| 6  | 00.08. | Österreich           | Salzburgring  | Wegen starken Regens abgesagt. |                   |                   |
| 7  | 28.08. | Belgien              | Zolder        | Steve Baker                    | Marco Lucchinelli | Takazumi Katayama |
| 7  | 28.08. | Belgien              | Zolder        | Steve Baker                    | Marco Lucchinelli | Takazumi Katayama |
| 8  | 04.09. | Niederlande          | Assen         | Steve Baker                    | Marco Lucchinelli | Christian Sarron  |
| 8  | 04.09. | Niederlande          | Assen         | Marco Lucchinelli              | Steve Baker       | Christian Sarron  |
| 9  | 11.09. | USA                  | Laguna Seca   | Skip Aksland                   | Gregg Hansford    | Steve Baker       |
| 9  | 11.09. | USA                  | Laguna Seca   | Steve Baker                    | Skip Aksland      | Gregg Hansford    |
| 10 | 18.09. | Kanada               | Mosport       | Gregg Hansford                 | Steve Baker       | Yvon Duhamel      |
| 10 | 18.09. | Kanada               | Mosport       | Gregg Hansford                 | Yvon Duhamel      | Steve Baker       |
| 11 | 25.09. | Deutschland          | Hockenheim    | Giacomo Agostini               | Takazumi Katayama | Armando Toracca   |
| 11 | 25.09. | Deutschland          | Hockenheim    | Giacomo Agostini               | Takazumi Katayama | Teuvo Länsivuori  |

## Fahrerwertung
| 1  | Steve Baker       | Yamaha TZ 750   | 131 |
| 2  | Christian Sarron  | Yamaha          | 53  |
| 3  | Giacomo Agostini  | Yamaha          | 45  |
| 4  | Marco Lucchinelli | Yamaha          | 40  |
| 5  | Takazumi Katayama | Yamaha          | 37  |
| 6  | Hubert Rigal      | Yamaha          | 37  |
| 7  | Gregg Hansford    | Kawasaki KR 750 | 33  |
| 8  | Boet van Dulmen   | Yamaha          | 29  |
| 9  | Kenny Roberts sr. | Yamaha          | 27  |
| 10 | Philippe Coulon   | Yamaha          | 24  |
| 11 | Warren Willing    | Yamaha          | 16  |
| 12 | Christian Estrosi | Yamaha          | 15  |
|    | Skip Aksland      | Yamaha          | 15  |
| 14 | Patrick Pons      | Yamaha          | 15  |
| 15 | Gene Romero       | Yamaha          | 14  |
| 16 | Mike Baldwin      | Yamaha          | 13  |
| 17 | Ron Haslam        | Yamaha          | 12  |
|    | Yvon Duhamel      | Kawasaki        | 12  |
| 19 | Armando Toracca   | Yamaha          | 11  |
| 20 | Bernard Fau       | Yamaha          | 11  |
|    | Teuvo Länsivuori  | Yamaha          | 11  |
| 22 | John Newbold      | Suzuki          | 10  |
| 23 | Johnny Cecotto    | Yamaha          | 8   |
| 24 | Alex George       | Yamaha          | 8   |
| 25 | Víctor Palomo     | Yamaha          | 4   |

| 26 | Kork Ballington     | Yamaha | 7 |
| 27 | Christian Le Liard  | Yamaha | 7 |
| 28 | Michel Rougerie     | Yamaha | 6 |
|    | Dave Aldana         | Yamaha | 6 |
| 30 | Marcel Ankoné       | Yamaha | 5 |
|    | Jean-Philippe Orban | Yamaha | 5 |
| 32 | Gilles Husson       | Yamaha | 5 |
| 33 | Jean-Paul Boinet    | Yamaha | 4 |
|    | Alan North          | Yamaha | 4 |
|    | Jimmy Moralès       | Yamaha | 4 |
|    | Ikujiro Takaï       | Yamaha | 4 |
| 37 | Piers Forester (†)  | Yamaha | 4 |
|    | John Long           | Yamaha | 4 |
| 39 | Sadao Asami         | Yamaha | 4 |
| 40 | Pat Evans (†)       | Yamaha | 3 |
|    | Julian Soper        | Yamaha | 3 |
|    | Jack Findlay        | Yamaha | 3 |
| 43 | Gerhard Vogt        | Yamaha | 2 |
|    | Clive Offer         | Yamaha | 2 |
|    | Max Wiener          | Yamaha | 2 |
|    | Neil Tuxworth       | Yamaha | 2 |
| 47 | Randy Cleek (†)     | Yamaha | 1 |
|    | Mike Trimby         | Yamaha | 1 |
|    | Jack Middelburg     | Yamaha | 1 |
|    | Jim Allen           | Yamaha | 1 |

## Konstrukteurswertung
| 1 | Yamaha   | 160 |
| 2 | Kawasaki | 33  |
| 3 | Suzuki   | 10  |

## Verweise